# Paul Hermann Müller
Paul Hermann Müller (Olten, 12 de enero de 1899-Basilea, 12 de octubre de 1965) fue un químico suizo y ganador en 1948 del Premio Nobel de Fisiología o Medicina por su descubrimiento del DDT como un insecticida usado en el control de la malaria, fiebre amarilla, y muchas otras infecciones causadas por insectos vectores.

## Biografía
Müller nació en Olten/Solothurn. Después de recibir su doctorado en 1925 trabajó para J.R. Geigy AG en Basilea. Ahí hizo su más famoso descubrimiento en otoño de 1939.
El Premio Nobel de Müller fue dado "por el descubrimiento de la alta eficiencia del dicloro difenil tricloroetano (DDT )como un veneno de contacto contra muchos artrópodos." Fue la primera vez que el Premio en Medicina fue entregado a alguien que no era médico.
Hermann Müller patentó el DDT en Suiza (1940), los Estados Unidos (1942) y Australia (1943)
Müller murió en Basilea en 1965.